# Monastesia pertenuis
Monastesia pertenuis är en mossdjursart som beskrevs av Jullien 1888. Monastesia pertenuis ingår i släktet Monastesia och familjen Walkeriidae. Inga underarter finns listade i Catalogue of Life.